# Marc-Edmond Dominé
Marc-Edmond Dominé (Vitry-le-François, 22 luglio 1848 – Vertus, 28 giugno 1921) è stato un militare francese.

## Biografia
Figlio di un parrucchiere, Marc-Edmond Dominé fu ammesso all'accademia militare di Saint-Cyr nel 1866. Terminati gli studi, scelse la fanteria e divenne sottotenente degli Zuavi nel 1868. Fu nominato cavaliere della Legion d'onore nel 1870 in seguito a una ferita ricevuta in Algeria.
È noto per la sua resistenza durante l'assedio di Tuyên Quang: come chef de bataillon, comandò una guarnigione di 600 legionari che riuscì a prevalere su migliaia di Bandiere nere. Per la sua impresa fu promosso tenente colonnello.
Dominé divenne comandante del 152º reggimento di fanteria nel 1887, fu promosso colonnello l'8 luglio 1888 e divenne comandante e del 2º reggimento di tirailleurs tonkinois nel 1889. Fu nominato ufficiale della Legion d'onore nel 1891.
La sua carriera, che era stata brillante e rapida, si concluse prematuramente quando rifiutò l'incarico di direttore del gabinetto del ministro della guerra. Dominé andò in pensione anticipata nel febbraio 1892. Fu nominato commendatore della Legion d'onore nel 1905.